# آكيو إيشي
آكيو إيشي (باليابانية: 石井昭男؛ بالكانا: いしい あきお) هو لاعب كرة قاعدة ياباني، ولد في 26 سبتمبر 1955 في ميورا في اليابان.

## وصلات خارجية
- آكيو إيشي على موقع الدوري الياباني لكرة القاعدة (الإنجليزية)
- آكيو إيشي على موقعبيزبول رفرنس.كوم (الدوري الثانوي) (الإنجليزية)